# Кубок европейских чемпионов по волейболу среди женщин 1992/1993
33-й розыгрыш Кубка европейских чемпионов по волейболу среди женщин проходил с 3 октября 1992 по 1 марта 1993 года с участием 26 клубных команд из 25 стран-членов Европейской конфедерации волейбола (ЕКВ). Финальный этап был проведён в Сантерамо-ин-Колле (Италия). Победителем турнира впервые стала итальянская команда «Латте Руджада» (Матера).

## Команды-участницы
| Страна       | Команда                            |                                           |
| ------------ | ---------------------------------- | ----------------------------------------- |
| Австрия      | «Пост» (Вена)                      | Чемпион Австрии 1992                      |
| Албания      | «Тирана» (Тирана)                  | Чемпион Албании 1992                      |
| Бельгия      | «Брейтекс» (Херенталс)             | Чемпион Бельгии 1992                      |
| Болгария     | ЦСКА (София)                       | Чемпион Болгарии 1992                     |
| Венгрия      | «Тунгшрам» (Будапешт)              | Чемпион Венгрии 1992                      |
| Германия     | «УСК Мюнстер» (Мюнстер)            | Чемпион Германии 1992                     |
| Греция       | «Панатинаикос» (Афины)             | Чемпион Греции 1992                       |
| Дания        | «Фортуна» (Оденсе)                 | Чемпион Дании 1992                        |
| Израиль      | «Хапоэль» (Мате-Ашер)              | Чемпион Израиля 1992                      |
| Испания      | «Афелса Лос-Компадрес» (Ла-Лагуна) | Чемпион Испании 1992                      |
| Италия       | «Мессаджеро Теодора» (Равенна)     | победитель розыгрыша Кубка чемпионов 1992 |
| Италия       | «Латте Руджада» (Матера)           | Чемпион Италии 1992                       |
| Люксембург   | «ЖИМ Воллей Боннвуа» (Люксембург)  | Чемпион Люксембурга 1992                  |
| Нидерланды   | «Аверо-Олимпус» (Снек)             | Чемпион Нидерландов 1992                  |
| Норвегия     | «Саннес» (Саннес)                  | Чемпион Норвегии 1992                     |
| Россия       | «Уралочка» (Екатеринбург)          | Чемпион России 1992                       |
| Румыния      | «Рапид» (Бухарест)                 | Чемпион Румынии 1992                      |
| Словения     | «Браник» (Марибор)                 | Чемпион Словении 1992                     |
| Турция       | «Вакыфбанк» (Анкара)               | Чемпион Турции 1992                       |
| Украина      | «Искра» (Луганск)                  | Чемпион Украины 1992                      |
| Финляндия    | «Васама» (Вааса)                   | Чемпион Финляндии 1992                    |
| Франция      | «Расинг Клуб де Франс» (Париж)     | Чемпион Франции 1992                      |
| Хорватия     | «Младост» (Загреб)                 | Чемпион Хорватии 1992                     |
| Чехословакия | «Олимп» (Прага)                    | Чемпион Чехословакии 1992                 |
| Швейцария    | БТВ (Люцерн)                       | Чемпион Швейцарии 1992                    |
| Шотландия    | «Глазго Пауэрхаус» (Глазго)        | Чемпион Шотландии 1992                    |

## Система проведения розыгрыша
В турнире принимали участие действующий обладатель Кубка итальянская «Олимпия Теодора» (Равенна) и чемпионы 25 стран-членов ЕКВ. Соревнования состояли из квалификации (два раунда), 1/8 и 1/4 финалов плей-офф и финального этапа. Напрямую в 1/8 финала получили возможность заявить своих представителей страны, команды которых в предыдущем розыгрыше выступали в четвертьфинальной стадии (Австрия, Германия, Италия, Нидерланды, Россия, Турция, Франция, Хорватия). Остальные участники 1/8 плей-офф определялись в ходе квалификации.
Финальный этап состоял из предварительного раунда, полуфинала и двух финалов (за 3-е и 1-е места).

## Квалификация

### 1-й раунд
3—10.10.1992
 «Глазго Пауэрхаус» (Глазго) —  «Саннес»
3 октября. 0:3 (6:15, 4:15, 8:15).
10 октября. 0:3 (6:15, 9:15, 7:15).
 «Фортуна» (Оденсе) —  «ЖИМ-Воллей Боннвуа» (Люксембург)
3 октября. 3:0 (15:9, 15:3, 15:13).
10 октября. 3:2 (15:13, 5:15, 15:13, 13:15, 16:14).

### 2-й раунд
7—14.11.1992
 «Панатинаикос» (Афины) —  ЦСКА (София)
7 ноября. 2:3 (15:8, 15:6, 11:15, 14:16, 12:15).
14 ноября. 1:3 (3:15, 15:12, 9:15, 13:15).
 «Саннес» —  «Рапид» (Бухарест)
7 ноября. 0:3 (10:15, 1:15, 7:15).
14 ноября. 0:3 (6:15, 3:15, 7:15).
 «Брейтекс» (Херенталс) —  «Васаман» (Вааса)
7 ноября. 3:0 (15:7, 15:12, 15:5).
14 ноября. 3:0 (15:3, 15:11, 15:9).
 «Тунгшрам» (Будапешт) —  «Браник» (Марибор)
7 ноября. 3:1 (15:4, 15:6, 9:15, 15:6).
14 ноября. 3:0 (16:14, 15:13, 15:7).
 «Фортуна» (Оденсе) —  БТВ (Люцерн)
7 ноября. 0:3 (3:15, 2:15, 4:15).
14 ноября. 0:3 (12:15, 5:15, 8:15).
 «Тирана» —  «Пост» (Вена)
7 ноября. 0:3 (4:15, 1:15, 0:15).
14 ноября. 0:3 (2:15, 1:15, 2:15).
 «Хапоэль» (Мате Ашер) —  «Афелса Лос-Компадрес» (Ла-Лагуна)
7 ноября. 0:3 (7:15, 14:16, 7:15).
14 ноября. 0:3 (15:17, 8:15, 7:15).
 «Искра» (Луганск) —  «Олимп» (Прага)
7 ноября. 3:0 (15:10, 15:13, 15:6).
14 ноября. 3:0 (15:10, 15:5, 15:7).

## 1/8 финала
5—13.12.1992
 «Латте Руджада» (Матера) —  ЦСКА (София)
5 декабря. 3:0 (15:10, 15:4, 15:13).
6 декабря. 3:0 (15:6, 15:12, 15:11).
 «Младост» (Загреб) —  «Афелса Лос-Компадрес» (Ла-Лагуна)
5 декабря. 3:0 (15:4, 15:6, 15:2).
12 декабря. 3:0 (15:6, 15:9, 15:11).
 «Аверо Олимпус» (Снек) —  «Тунгшрам» (Будапешт)
6 декабря. 2:3 (15:9, 15:12, 13:15, 12:15, 10:15).
12 декабря. 0:3 (6:15, 6:15, 10:15).
 «Искра» (Луганск) —  «Расинг Клуб де Франс» (Париж)
10 декабря. 0:3 (14:16, 12:15, 2:15).
12 декабря. 3:2 (7:15, 15:4, 14:16, 15:9, 15:5).
 «Рапид» (Бухарест) —  УСК «Мюнстер»
12 декабря. 0:3 (1:15, 2:15, 8:15).
13 декабря. 0:3 (4:15, 6:15, 10:15).
 «Брейтекс» (Херенталс) —  «Мессаджеро Теодора» (Равенна)
12 декабря. 1:3 (6:15, 15:10, 3:15, 6:15).
13 декабря. 0:3 (3:15, 9:15, 6:15).
 «Уралочка» (Екатеринбург) —  БТВ (Люцерн)
12 декабря. 3:0 (15:10, 15:8, 15:2).
13 декабря. 3:0 (15:6, 15:12, 15:3).
 «Пост» (Вена) —  «Вакыфбанк» (Анкара)
12 декабря. 3:0 (16:14, 15:6, 15:8).
13 декабря. 3:0 (16:14, 15:5, 15:7).

## Четвертьфинал
20—27.01.1993
 «Уралочка» (Екатеринбург) —  «Пост» (Вена)
20 января. 3:1 (15:11, 12:15, 16:14, 15:7).
27 января. 3:2 (15:13, 15:6, 10:15, 11:15, 15:10).
 «Тунгшрам» (Будапешт) —  «Мессаджеро Теодора» (Равенна)
20 января. 0:3 (12:15, 7:15, 5:15).
27 января. 1:3 (2:15, 16:14, 12:15, 2:15).
 «Латте Руджада» (Матера) —  УСК «Мюнстер» 
20 января. 3:0 (15:5, 15:8, 15:0).
27 января. 2:3 (12:15, 15:7, 2:15, 15:7, 12:15).
 «Младост» (Загреб) —  «Расинг Клуб де Франс» (Париж)
20 января. 3:0 (15:7, 15:8, 15:8).
27 января. 3:2 (15:2, 15:12, 11:15, 7:15, 15:8).

## Финальный этап
26 февраля — 1 марта 1993.  Сантерамо-ин-Колле.
Участники:
 «Мессаджеро Теодора» (Равенна)

 «Латте Руджада» (Матера)

 «Уралочка» (Екатеринбург) 

 «Младост» (Загреб)
Команды-участницы согласно жребию составляют пары предварительного раунда. Победитель в каждой паре в полуфинале играет против проигравшего в другой. Победители полуфиналов играют в финале, проигравшие — в матче за 3-е место.

### Предварительный раунд
26 февраля
 «Уралочка» —  «Младост»
3:0 (15:3, 15:10, 15:9)
 «Латте Руджада» —  «Мессаджеро Теодора»
3:2 (15:5, 8:15, 9:15, 17:15, 17:15)

### Полуфинал
27 февраля
 «Мессаджеро Теодора» —  «Уралочка»
3:2 (13:15, 15:10, 13:15, 15:6, 15:10)
 «Латте Руджада» —  «Младост»
3:0 (15:6, 15:6, 15:8)

### Матч за 3-е место
1 марта
 «Уралочка» —  «Младост»
3:0 (17:15, 15:13, 17:15)

### Финал
1 марта
 «Латте Руджада» —  «Мессаджеро Теодора»
3:1 (10:15, 15:6, 15:12, 15:7)

### Итоги

#### Положение команд
| «Латте Руджада» (Матера)       |
| «Мессаджеро Теодора» (Равенна) |
| «Уралочка» (Екатеринбург)      |
| 4. «Младост» (Загреб)          |

#### Призёры
«Латте Руджада» (Матера): Паола Франко, Прикеба Фиппс, Габриэла Перес дель Солар, Консуэло Маньифеста, Лаура Кампанале, Джузеппина Ди Фонцо, Жизель Гавио, Франческа Ваннини, Анна Мария Марази. Тренер — Джорджо Барбьери.
  «Мессаджеро Теодора» (Равенна): Беатриче Биджарини, Сильвия Кроатто, Даниэла Гаттелли, Сабрина Бертини, Лилиана Бернарди, Алессандра Дзамбелли, Эльга Кьострини, Даниэла Сапорити, Хенриетте Версинг, Даниэла Дзуккарини, Сабина Туррини, Мануэла Бенелли, Карен Кемнер. Тренер — Серджо Гуэрра.
  «Уралочка» (Екатеринбург): Наталья Морозова, Елена Батухтина, Татьяна Меньшова, Евгения Артамонова, Елизавета Тищенко, Светлана Василевская, Татьяна Грачёва, Светлана Корытова, Елена Година, Ирина Уютова, Инна Дашук, Юлия Тимонова. Тренер — Валерий Юрьев.